# Раздолье (Волгоградская область)
Раздо́лье — посёлок в Быковском районе Волгоградской области России. Входит в Быковское городское поселение.
Посёлок расположен в 4 км восточнее Быково и в 6 км восточнее Волги. Примерно в 2 км к западу от посёлка проходит трасса Р226.
Население по итогам переписи 2010 года составило 344 человека.
Не газифицирован, работают школа, медучреждение. Посёлок обслуживается отделением почтовой связи 404062, расположенным в Быково.

## История
Хутор расположен в непосредственной близости от Быково, которое входило в Царевский уезд с момента его образования. По состоянию на 1861 год село Быково и хутор Солянка, находящиеся в непосредственной близости от посёлка Раздолье, принадлежали ко второму стану Царевского уезда Астраханской губернии. В 1910—1913 годах в Царевском уезде Астраханской губернии находилась Быковская волость с центром в селе Быково.
Решением Сталинградского облисполкома от 24 апреля 1952 года № 16/778 в связи со строительством Сталинградской ГЭС село Раздолье было, среди прочих, перенесено выше зоны затопления.